# John Denham (MP)
John Denham (fl. por volta de 1530-56 ou mais tarde), de Cossington, Somerset, foi um membro do Parlamento inglês.
Ele foi um membro (MP) do Parlamento da Inglaterra por Shaftesbury em abril de 1554.